# Wappen der Provinz Cádiz

Wappen der Provinz Cádiz seit 1927

Das Wappen der Provinz Cádiz wird in der heutigen Form seit März 1927 verwendet. Damals erhöhte sich die Anzahl der Gerichtsbezirke der Provinz von sieben auf zwölf, so dass der Wappenschild geändert und die Anzahl seiner Felder auf zwölf erhöht wurde. Er repräsentiert aber nicht mehr den heutigen Stand, da Grazalema (heute im Bezirk Ubrique), Olvera (heute im Bezirk Arcos de la Frontera) und Medina Sidonia (heute Teil des Bezirks Chiclana de la Frontera) den Status als Gerichtssitz mittlerweile verloren haben, andererseits die Gerichtsbezirke La Línea de la Concepción, Rota, Puerto Real, Barbate und Ubrique neu entstanden sind, ohne im Wappen vertreten zu sein. Am 12. November 1962 erschien eine Briefmarke mit dem Wappen der Provinz als Elfte in einer Serie Escudos provinciales españoles. 1973 wurde die bis dahin verwendete offene spanische Königskrone durch die geschlossene Form der Krone ersetzt.

## Beschreibung
In der Heraldik werden die Bezeichnungen rechts und links grundsätzlich aus der Sicht der Person verwendet, die den Schild vor sich her tragen würde, also entgegengesetzt zur Sicht des Betrachters.
- Im ersten Feld steht in Rot ein goldenes, schwarz vermauertes Kastell mit drei Türmen. Jeder Turm besitzt ein blaues Rundbogenfenster, das Kastell weist zwei weitere Fenster auf, dazu eine rundbogige Toröffnung. Das Kastell wird von zwei goldenen Palmzweigen begleitet und steht vor vier silbernen und blauen Wellenbalken. Dies entspricht dem seit 1847 verwendeten Wappenschild von Algeciras mit dem Unterschied, dass dort der rechte Zweig ein Olivenzweig und nur der linke ein Palmzweig ist[4].
- Im zweiten Feld steht eine goldene, schwarz vermauerte, mit Zinnen versehene, dreibogige Brücke, deren mittlerer Bogen eingestürzt ist. Auf den beiden Brückenteilen stehen zwei silberne Säulen, die durch ein silbernes Spruchband mit der schwarzen Inschrift „1820 UNIÓN Y FUERZA 1810“ verbunden sind. Vom Spruchband hängt über dem fehlenden Mittelbogen ein goldener Schlüssel herab, dessen Bart nach rechts unten weist. Unter der Brücke liegen vier silberne und blaue Wellenbalken und über dem Spruchband schwebt ein goldenes, von Strahlen umgebenes Dreieck mit einem Auge, Symbol der Dreifaltigkeit. Dies entspricht dem Wappen von San Fernando.
- Im dritten Feld steht in Rot eine silberne, schwarz vermauerte Konstruktion aus fünf Bögen, zwei unten und drei oben, über vier silbernen und blauen Wellenbalken. Dies entspricht dem Wappen von Arcos de la Frontera.
- Im vierten Feld steht in Rot ein goldener, schwarz vermauerter, zweigeschossiger Turm mit drei roten Rundbogenfenstern und einem ebensolchen Tor. Der Turm wird begleitet von zwei grünen Olivenzweigen. Im breiten goldenen Rand des Feldes steht die schwarze Inschrift DE MI SALE LA PAZ (= Von mir geht der Friede aus). Dies entspricht dem Wappen von Olvera.
- Das fünfte Feld zeigt in Silber die Figur des bärtigen Herkules, bekleidet mit dem Fell des Nemeischen Löwen, eine schwarze Keule zu seinen Füßen. Zu beiden Seiten steht je ein naturfarbener, aufrechter Löwe. Im goldenen Rand des Feldes steht die schwarze Inschrift HERCULES FUNDATOR GADIUM DOMINATORQUE (= Herkules, Gründer und Beherrscher von Cádiz). Dies sind Elemente des Stadtwappens von Cádiz.
- Das sechste Feld ist silbern mit einem roten Balken an der Unterkante. Darin steht ein rotes, schwarz vermauertes Kastell. Aus dessen Rundbogentor hängt an einem goldenen Ring ein goldener Schlüssel vor dem roten Balken, dessen Bart nach rechts unten weist. Dies entspricht dem Wappenschild von San Roque und auch dem von Gibraltar.
- Im goldenen siebten Feld reitet auf grüner Terrasse ein Ritter mit goldenem Nimbus, natürlicher Rüstung und Helm mit drei silbernen Federn auf einem silbernen Pferd nach rechts. Mit seiner Rechten streckt er ein silbernes Schwert mit goldenem Griff nach vorn, mit der Linken hält er eine schwarze Lanze, von der ein silberner Wimpel mit einem roten Jakobskreuz nach links weht. Dies entspricht dem Wappen von Medina Sidonia. In der obigen Abbildung sind die Farbe des Pferdes und die Richtung des Wimpels falsch wiedergegeben[1].
- Im achten Feld stehen in Silber neun schmale, blaue Wellenbalken. Der Rand des Feldes ist in zwölf Abschnitte unterteilt. Es wechseln sich sechs rote Felder mit einem goldenen, schwarz vermauerten Kastell mit blauen Fenstern und Toren mit sechs silbernen Feldern mit einem aufrechten roten, silbern bewehrten und golden gekrönten, nach rechts sehenden Löwen ab. Dies entspricht dem Wappen von Jerez de la Frontera, wo allerdings die Löwen purpurfarben sind[5].
- Das neunte Feld zeigt in Blau über vier silbernen und blauen Wellenbalken ein goldenes, schwarz vermauertes Kastell mit roten Fenstern und Tor. Über dem Kastell schwebt das silberne Abbild der Jungfrau Maria in einem silbernen Strahlenkranz. Dies entspricht dem Wappen von El Puerto de Santa María.
- Das zehnte Feld zeigt in Blau einen goldenen, schwarz vermauerten Zinnenturm mit zwei roten Rundbogenfenstern und einem ebensolchen Tor, der zwei naturfarbene Felsen überbrückt. Vor den Felsen liegen vier silberne und blaue Wellenbalken. Auf beiden Seiten wird der Turm von je einem goldenen, aufrechten Löwen begleitet. Dies entspricht dem Wappen von Chiclana de la Frontera, wo nur die Anzahl der Wellenbalken mit zehn deutlich größer ist[6].
- Das elfte Feld in silbern, darin liegt ein naturfarbener, silbern gehörnter, nach rechts sehender Stier mit zwei silbernen Flügeln auf einem goldenen Evangeliar vor sieben blau-silbernen Wellenbalken. Darüber steht ein brauner, schwarz vermauerter Zinnenturm mit zwei silbernen Rundbogenfenstern und einem ebensolchen Tor, überragt von einem goldenen, facettierten, sechszackigen Stern. Dies entspricht dem Wappen von Sanlúcar de Barrameda, wo dem Evangeliar noch Federkiel und Tintenfass beigefügt sind[7].
- Das zwölfte Feld ist von Silber und Gold gespalten. Rechts steht in Silber ein roter, aufrechter, golden gekrönter, nach rechts sehender Löwe, links in Gold vier rote Pfähle. Der blaue Feldrand trägt acht goldene Schildchen mit je einem blauen Balken. Dies entspricht dem Wappen von Grazalema.

Der Wappenschild liegt auf einer goldenen Kartusche und wird beiderseits von je einer silbernen Säule begleitet. Um die Säulen und hinter dem Schild verläuft ein silbernes Spruchband mit der schwarzen Inschrift PLVS VLTRA (= Darüber hinaus). Auf dem Schild liegt seit 1973 die geschlossene spanische Königskrone.

## Historische Herkunft der Wappenbestandteile
1. Das Kastell im ersten Feld steht für die befestigte Stadt Algeciras, die von König Alfons XI. am 26. März 1344, dem Vorabend des Palmsonntags von den Mauren erobert wurde. An diesen Palmsonntag erinnern Oliven- und Palmzweig[8].
2. Die Brücke im zweiten Feld ist die Puente Zuazo, die die auf einer Insel gelegene Stadt San Fernando mit dem Festland verbindet. Sie musste 1812 zerstört werden, um die französischen Truppen unter Marschall Claude-Victor Perrin an der Einnahme der Stadt zu hindern[9]. Das Datum 1810 erinnert an die während der Invasion durch Napoleons Truppen am 24. September 1810 zusammengetretenen Außerordentlichen Generalstände[10], die bis 1812 eine Verfassung ausarbeiteten. Die Jahreszahl 1820 erinnert an den erzwungenen Eid König Ferdinands VII. (1808–33) auf diese Verfassung am 10. März 1820[11].
3. Die Bögen im dritten Feld sollen darauf hinweisen, dass Arcos de la Frontera bereits zur Römerzeit bestand, die es colonia Arcensium nannten. Gegründet worden sei es Jahrhunderte früher von einem sagenhaften König Brigo[12].
4. Der Turm im vierten Feld ist die arabische Festung von Olvera, die bei der Reconquista der Stadt durch König Alfons XI. Ende Juli 1327 die Hauptrolle spielte. Die Olivenzweige erinnern zum einen an den Hauptwirtschaftszweig der Gegend, zum anderen zusammen mit der Inschrift an die Symbolik von Olivenzweigen als Friedenszeichen.
5. Im fünften Feld spielt die Legende von Herkules als dem Gründer von Cádiz auf die zehnte Aufgabe an, die Herkules vom Orakel von Delphi als Strafe für die Ermordung seiner Familie auferlegt wird. Er muss die Rinderherde des Riesen Geryon von der Insel Erytheia rauben. Diese Insel, die Herodot als Gádeira jenseits der Meerenge von Gibraltar verortet, wurde mit der Inselstadt Cádiz gleichgesetzt[13].
6. Das Kastell im sechsten Feld steht für Kastilien, dessen Königin Isabella I. am 10. Juli 1502 in Toledo dieses Wappen an Gibraltar verlieh[14]. Die Bezeichnung Gibraltars als Schlüssel zu Spanien wird auf den Umayyaden Tariq ibn Ziyad zurückgeführt, der von hier aus 711 die Eroberung Spaniens von den Westgoten begann. Als die Engländer im August 1704 Gibraltar eroberten, gründete die Mehrheit der Bürger westlich die neue Stadt San Roque und nahm das Wappen und die Verleihungsurkunde Königin Isabellas mit.
7. Der Ritter im siebten Feld von Medina Sidonia wird mit dem hl. Apostel Jakobus gleichgesetzt. Der Legende nach erschien er in der Schlacht von Clavijo 844, in der König Ramiro I. von Asturien dem Heer des Emirs von Córdoba Abd ar-Rahman II. gegenüberstand, als Ritter auf einem Schimmel und führte die Spanier zum Sieg über die Mauren.
8. Die Wellen im achten Feld stehen für die wechselnden Male, zu denen Jerez de la Frontera während der Reconquista abwechselnd in den Händen der Spanier und der Mauren war. Die Wappen Kastiliens und Leóns im Feldrand zeigen an, dass es König Alfons X. von Kastilien und León war, der am 9. Oktober 1264 die Stadt endgültig eroberte[15].
9. Das Kastell im neunten Feld stellt die Festung San Marcos in El Puerto de Santa María dar[16], die Alfons X. nach der Eroberung der Stadt auf den Fundamenten einer Moschee erbauen ließ.
10. Der Turm im zehnten Feld steht für die Festung Sancti Petri auf einer kleinen Insel vor Chiclana de la Frontera, die Ende des 13. Jahrhunderts vom Genueser Admiral Benedetto Zaccaria erbaut wurde.
11. Der geflügelte Stier ist seit dem 4. Jahrhundert das Symbol des Evangelisten Lukas[17], der auch Namenspatron von Sanlúcar de Barrameda ist. Der Turm dahinter steht für den Templo del Lucero, den Strabon in seiner Geographie erwähnt und der in Sanlúcar de Barrameda verortet wird[7].
12. Der Löwe ist das Wappen des Königreichs León, die vier Pfähle das Wappen des Königreichs Aragón. In der Kombination mit dem Schildrand handelt es sich um das Wappen der Familie Ponce de León, Herzöge von Arcos und Marqueses von Cádiz, die 1485 Grazalema von den Mauren eroberten[18]. Aus der Familie stammt der Entdecker von Florida, Juan Ponce de León.

## Vorgängerversionen
Von 1927 bis 1931 und von 1939 bis 1973 lag auf dem Wappenschild statt der geschlossenen die offene Königskrone Spaniens. Während der Zweiten Spanischen Republik (1931–1939) war die Krone über dem Schild eine Mauerkrone mit vier Türmen. Vom 2. Januar 1886 bis zum März 1927 hatte der Wappenschild nur sieben Felder.